# Frikandel

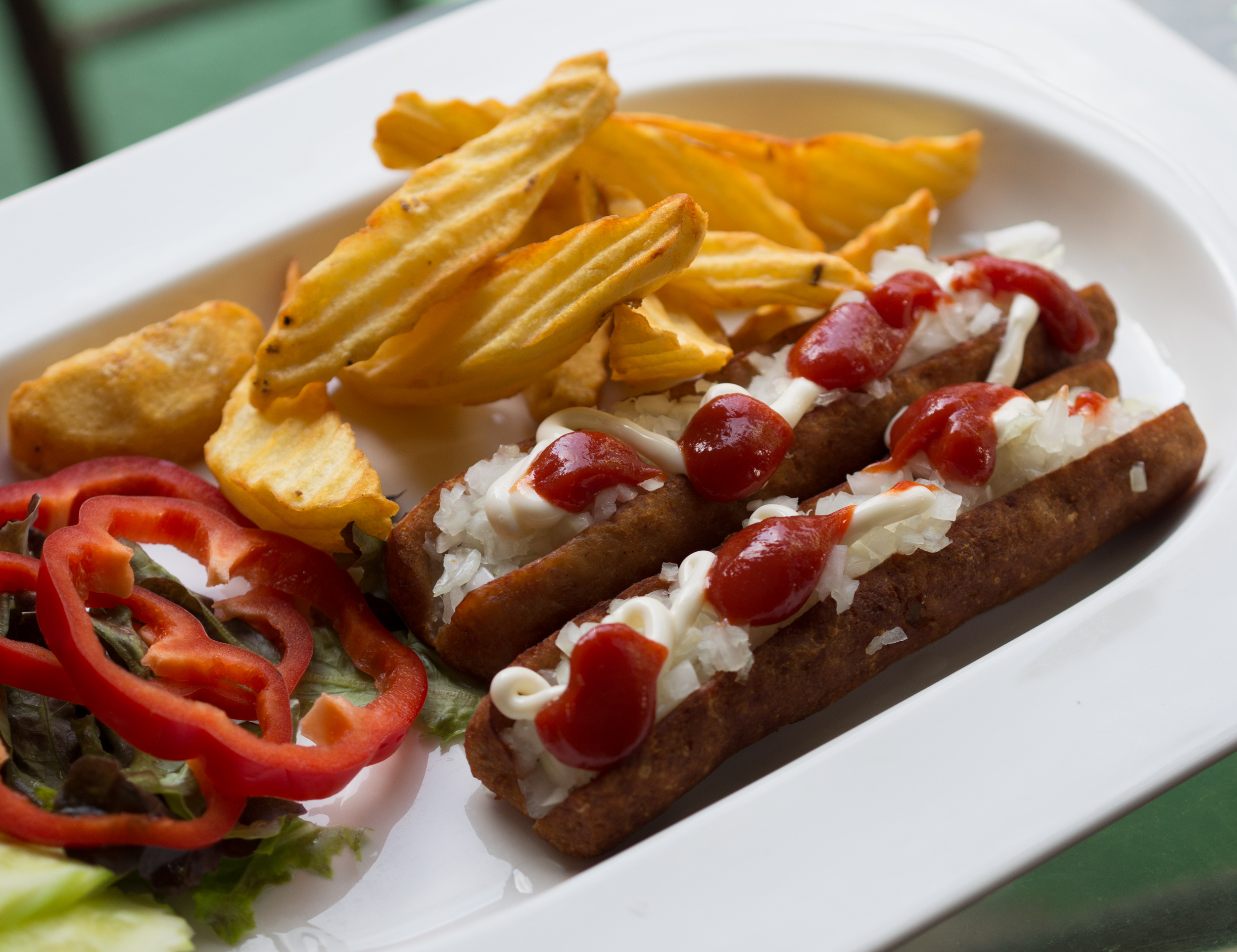
Zelfgemaakte frikandellen speciaal met friet

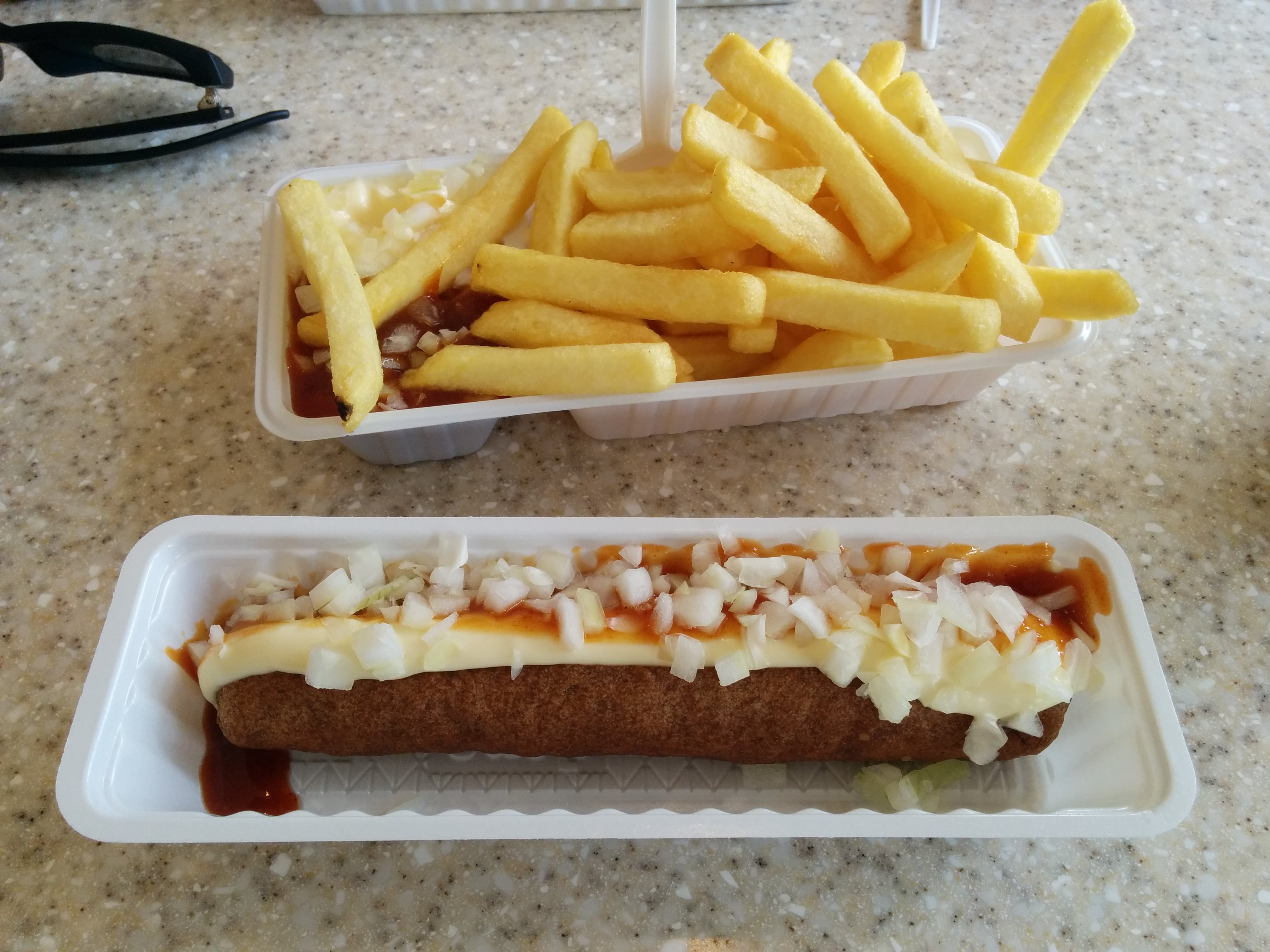
Friet speciaal en frikandel speciaal

Een frikandel is een langwerpige, donkergekleurde staaf van verschillende soorten vlees die warm gefrituurd wordt gegeten.

## Geschiedenis
De commerciële frikandel werd in 1954 gelanceerd in de Nederlandse stad Dordrecht. Slagersknecht Gerrit de Vries maakte gehaktballen die hij aan de horeca verkocht. Door een wijziging in de Warenwet moest hij zijn product, dat in de smaak viel bij zijn klanten, veranderen. Zijn oplossing was de vorm maar niet het recept te wijzigen: van de bal maakte hij een worst. De naam voor zijn product werd hem door een vrouwelijke snackbarhouder van Duitse afkomst ingefluisterd: daar bestond de Frikadelle, een platte gehaktbal. De Vries nam die naam over: frikadel (zonder N).
De zoon van De Vries geeft toe dat Jan Bekkers van de snackfabriek Beckers uit het Noord-Brabantse Deurne de frikandel vijf jaar later vervolmaakt heeft. Bekkers vond zijn inspiratie bij de Amerikanen, waar de snackcultuur in opmars was, en maakte van de frikandel een glad exemplaar van fijngemalen vlees. De naam werd niet gedeponeerd; De Vries deed dat wel voor zijn Mexicano. In 2009 claimde snackfabrikant Beckers dan ook dat de frikandel op dat moment zijn 50ste verjaardag vierde.

### Schrijfwijze
Bovenstaand verhaal wordt in zekere zin bevestigd door het Etymologisch woordenboek van het Nederlands. Dit boekwerk beschrijft dat het woord "frikadel" in de 16e eeuw opdook als benaming voor een (gekruide) bal gehakt. Het woord frikandel ontstond rond 1954 als merknaam voor een worstvormige frikadel, en verwerd later tot soortnaam. Het zou echter nog decennia duren voor het Groene Boekje het woord "frikandel" officieel erkende. Pas in de editie van oktober 2005 werd "frikandel" ingebracht als officieel goedgekeurde spellingvariant van "frikadel".
Taalhistoricus Ewoud Sanders beschouwt de hierboven beschreven ontstaansgeschiedenis van de frikadel als een reclamepraatje dat door de fabrikant de wereld in is geholpen. Volgens hem is het woord "frikandel" niets anders dan een verbastering van het woord "frikadel" – mogelijk als contaminatie van frikadel en fricandeau – die al in de taal voorkwam, lang voordat de firma Beckers werd opgericht. Het woord wordt al vanaf de 17e eeuw in verschillende varianten aangetroffen in kook- en woordenboeken, en in het Kunstwoordenboek van P. Weiland van 1824 worden frikadellen al beschreven als "kleine worsten van kalfsvleesch, wittebrood, kruiderijen, enz. in boter gebakken".
De frikandel is (onder die naam of varianten daarop) als worstvormig gekruid vlees alleen bekend in België en Nederland. Omliggende landen kennen doorgaans alleen de "frikadel", de gekruide gehaktbal, Duitsland de "Frikadelle", een gekruide, afgeplatte gehaktbal. Verwarrend genoeg wordt in België op sommige plaatsen de benaming "frikandel" soms óók voor de gehaktbal gebruikt.
In het Wannée kookboek en soortgelijke kookboeken als in de Baedeker voor de vrouw is al ruim voor de 'uitvinding' van de frituurbare frikandel het recept voor een frikadel te vinden: een staafvormige gehaktbal, in de pan gebraden. De huidige "gehaktstaaf" uit de snackbar (hoewel gefrituurd) lijkt hier nog het meest op.
Veel culinaire specialisten maken nog steeds een principieel verschil tussen een frikadel en een frikandel. Een frikandel is een vloeibaar mengsel dat eerst gekookt wordt om het zijn vaste vorm te geven en daarna gefrituurd wordt. Een frikadel heeft structuur van zichzelf en kan in een pan bereid worden.

## Verkoop
De frikandel raakte in 2003 enigszins uit de gratie. In dat jaar werden in Nederland dertig miljoen minder frikandellen verkocht dan in 2002. De terugval van de verkoop van vette snacks had te maken met de recessie en met de discussie over overgewicht. Overigens bezetten de frikandel en de kroket nog wel steeds de bovenste plekken van de Nederlandse top tien van snacks. Tot ongeveer 1996 was de kroket de meest verkochte snack in Nederland, maar inmiddels heeft de frikandel de kroket ruimschoots ingehaald. Na deze bestsellers volgen de bamischijf, de nasischijf, kaassoufflé, kipcorn, hamburger, gehaktbal, gehaktstaaf en loempia. Een frikandel wordt meestal gekocht in een snackbar of een automatiek.

## Serveerwijze
De frikandel wordt uit de hand gegeten, op een broodje of als onderdeel van een geserveerde maaltijd of eigenstandig geserveerd in een langwerpig bakje met daarbij een saus en/of andere ingrediënten.
Serveervarianten zijn:
- Frikandel met saus - dit kan zijn mayonaise, pindasaus of tomatenketchup/curryketchup.
- Frikandel speciaal - met een inkeping over de lengte, gevuld met mayonaise, daarop gesnipperde uitjes zodat deze aan de frikandel blijven 'kleven', gedecoreerd met een slinger van tomatenketchup of curryketchup naar keuze. Bij de introductie van de friet speciaal, de frikandel speciaal en daarna de hamburger speciaal was de curryketchup nog niet ingeburgerd en werd er standaard tomatenketchup gebruikt. Tegenwoordig wordt standaard curryketchup gebruikt tenzij men specifiek aangeeft 'gewone' tomatenketchup te willen.[bron?]
- Discodel - een frikandel met mayonaise en gekleurde suikerhagel[5]
- Frikandelbroodje - een frikandel omhuld door een opengewerkt broodje van bladerdeeg.
- Loempidel - een frikandel omhuld met loempiadeeg

## Producenten
De meeste frikandellen worden niet meer door slagers geproduceerd, maar op industriële schaal. Op de Nederlandse en Belgische markt zijn dat Mora en Beckers. Daarnaast is nog een aantal merkloze fabrikanten op deze markt actief.

## Ingrediënten
In de moderne frikandel in Europa vindt men kippenvlees dat achterbleef op het karkas na het fileren (40%), ook wel separatorvlees genoemd, 25% is varkensvlees; sommige producenten voegen nog paardenvlees toe. De rest is water, paneermeel, bindmiddel, kruiden, uien en smaakversterkers. Ook bestaan speciale kipfrikandellen die tot wel 80% kippenvlees bevatten en geen varkensvlees. Ook halal frikandellen bevatten alleen kippenvlees. In de Verenigde Staten bestaat de frikandel voor 50% uit varkensvlees, 35% is rundvlees en 15% kippenvlees en wordt er geen paardenvlees gebruikt. Er bestaan ook vegetarische frikandellen; deze worden gemaakt met plantaardige ingrediënten. De vegetarische variant bevat in plaats van vlees diverse plantaardige eiwitten als hoofdingrediënt.
Deze ingrediënten vormen een nog licht vloeibare massa. Deze wordt in staafvorm gekookt, zodat de bindmiddelen er een solide staaf van maken.

## Benamingen
De frikandel kent nog diverse andere benamingen. In delen van Vlaanderen wordt de frikandel ook wel curryworst genoemd. In sommige Belgisch-Limburgse streken wordt een frikandel in de volkstaal ook wel een lange hamburger of simpelweg een "lange" genoemd.
Een frikandel speciaal wordt ook wel een "curryworst speciaal", "open been", "open ruggetje" of "leuning" genoemd. 

Een frikandel met mayonaise wordt ook wel "een lange met zalf" genoemd. Een "catamaran" of "waterfiets" is een bakje friet met twee frikandellen aan beide zijkanten.